# Новоуральский научно-конструкторский центр
Новоуральский научно-конструкторский центр (ООО «ННКЦ») — предприятие в Новоуральске Свердловской области, занимающееся разработкой и конструированием газовых центрифуг.

## Деятельность
Разработка и конструирование газовых центрифуг, технологии и оборудования разделения изотопов, газовых смесей.
Разработка технологий получения, применения высокомодульных, высокопрочных нитей, компаундов, композитов.

## Описание
Предприятие технологического цикла производства ядерного топлива в составе ТК «ТВЭЛ» госкорпорации «Росатом».
Научный центр «уральского кластера» ТК «ТВЭЛ» — научно-производственного комплекса по промышленному обогащению урана. Совместно с «Центротех — Санкт-Петербург» и «ОКБ Нижний Новгород» составляет тройку отраслевых научных предприятий России, в настоящее время разрабатывающих газовые центрифуги 10-го поколения. В остальном мире работы по данному типу оборудования приостановлены.
Ведущее предприятие отрасли, занимающееся разработкой газовых центрифуг и вспомогательного оборудования по обогащению урана.

## Научный потенциал
Доктор технических наук, 17 кандидатов наук, восемь работников удостоены звания «Заслуженный изобретатель», «Заслуженный рационализатор» и «Заслуженный конструктор».

## История
Создан 15 марта 1988 года как отраслевой научно-производственный комплекс (ОНПК) при Уральском электрохимическом комбинате (УЭХК).
В 1992 году ОНПК преобразован в опытный цех разделительного производства (ОЦРП).
В мае 2007 года выделено из состава УЭХК в самостоятельное предприятие — ОАО «Новоуральский научно-конструкторский центр». Уставной капитал — 757 450 221,5 рублей.

## Ликвидация
Предприятие фактически не работало с 2016 года. 02.12.2019 ННКЦ присоединён к АО "ВПО «ТОЧМАШ».